# Estratonice del Pont
Estratonice (en llatí Stratonice, en grec antic Στρατονίκη) era una princesa del Pont i una de les nombroses esposes de Mitridates VI Eupator.
Era una dona d'origen humil, filla d'un músic, però va aconseguir tal influencia sobre el rei que es va convertir en una de les seves dones preferides. Quan Mitridates va haver de marxar seguint la costa de l'Euxí, la va deixar al càrrec d'una fortalesa amb importants tresors. Va haver d'entregar la fortalesa i les riqueses a Gneu Pompeu Magne poc després, amb la condició de salvar la vida del seu fill Xifares. Quan es van reunir de nou amb Mitridates aquest la va castigar i va fer matar Xifares davant seu.